# Seiró
Seiró (llamada oficialmente San Salvador de Seiró) es una parroquia y un lugar del municipio español de Villar de Barrio, en la provincia de Orense, Galicia.

## Organización territorial
La parroquia está formada por una entidad de población:
- Seiró

## Demografía
Gráfica demográfica del lugar y parroquia de Seiró según el INE español:
| Gráfica de evolución demográfica de Seiró entre 2000 y 2023 |
|                                                             |
| Datos según el nomenclátor publicado por el INE.            |